# Ferrari 348
Ferrari 348 – supersamochód klasy średniej produkowany pod włoską marką Ferrari w latach 1989–1995.

## Historia i opis modelu

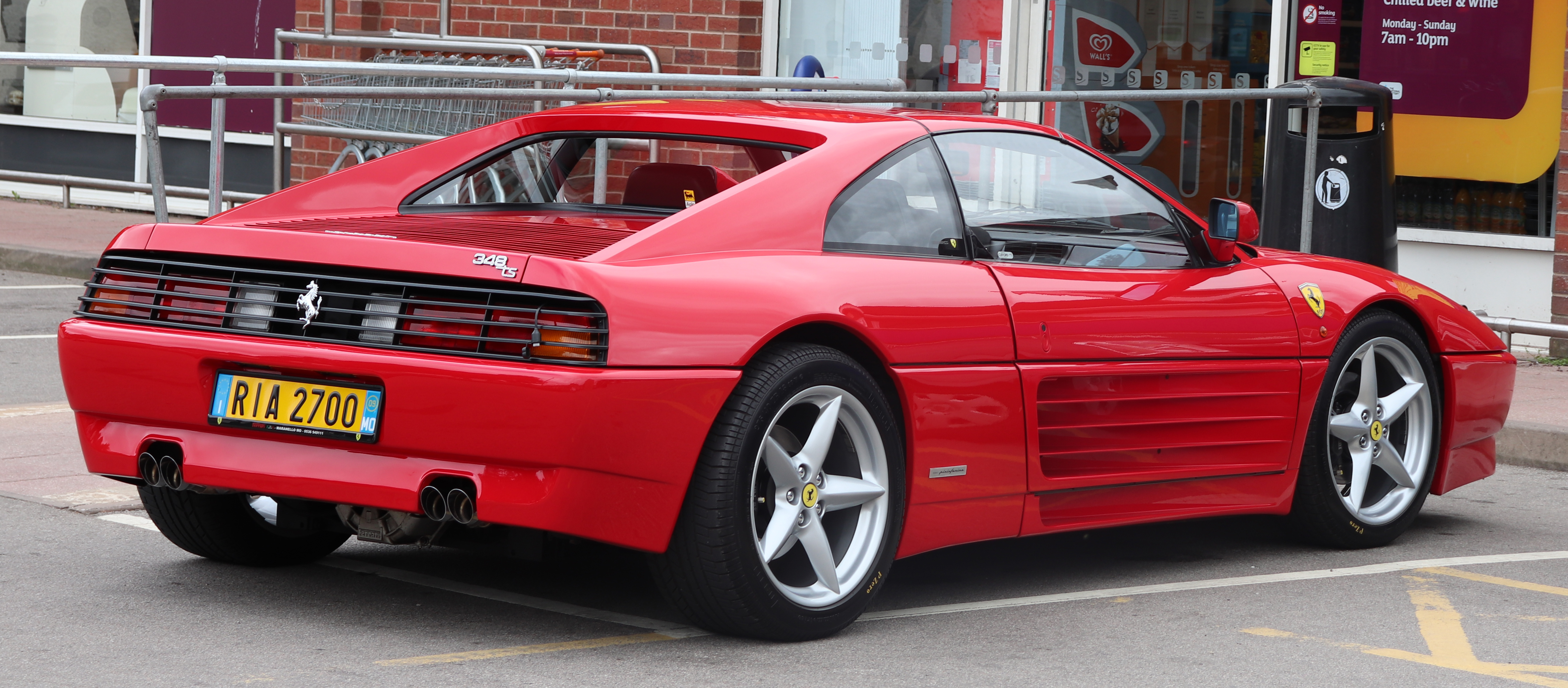
Ferrari 348 - tył

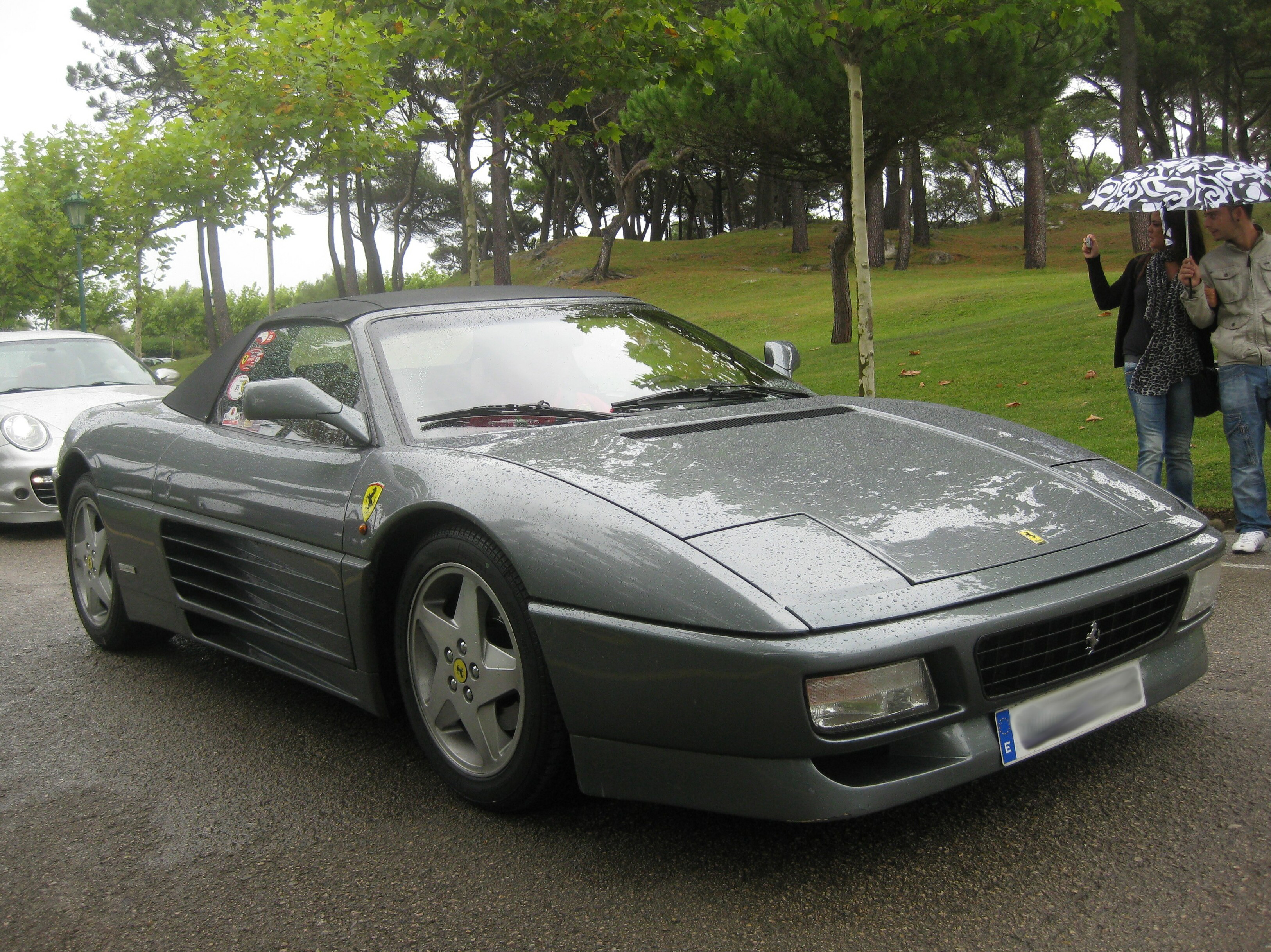
Ferrari 348 Spider

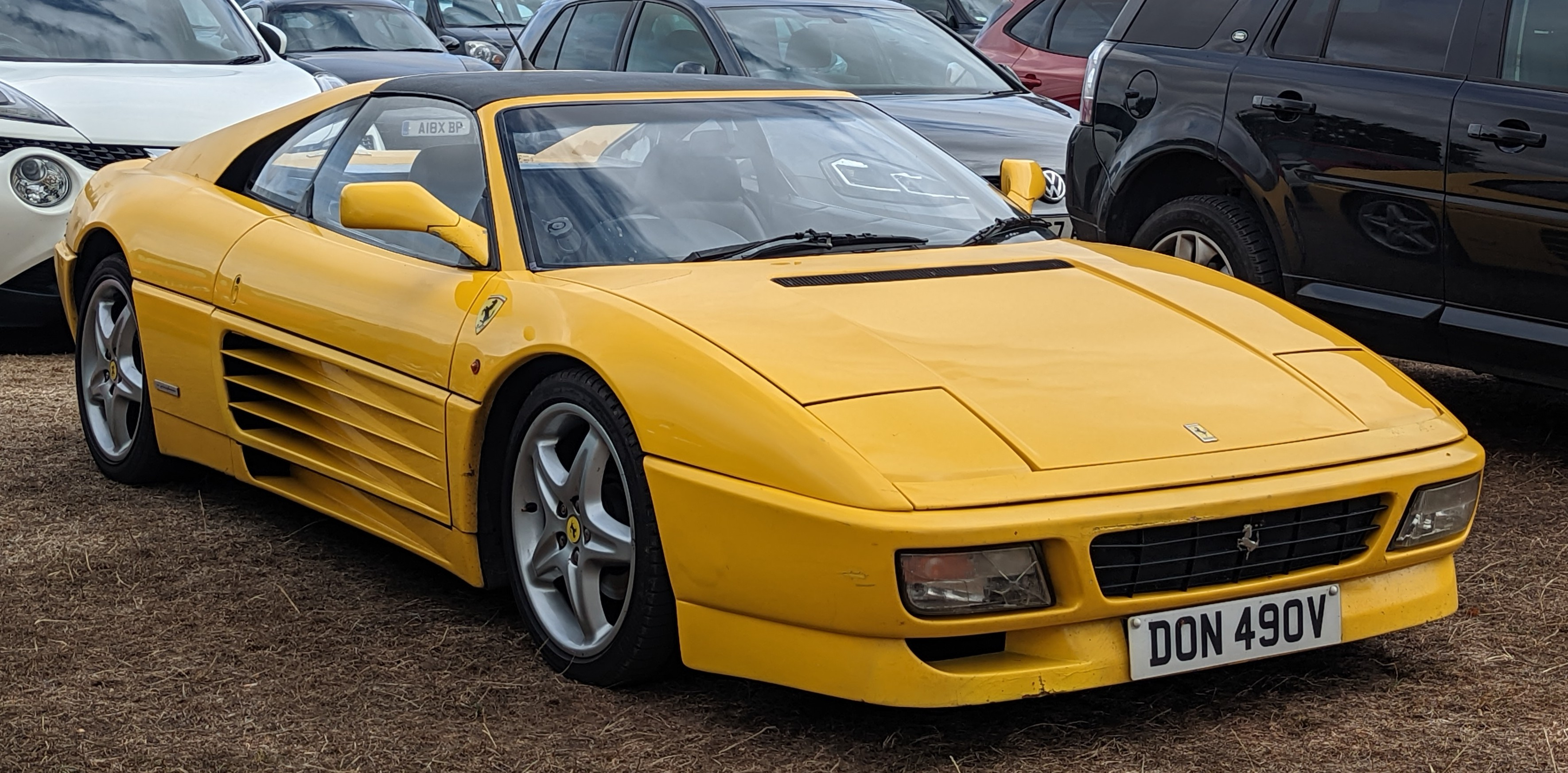
Ferrari 348 GTS

Ferrari 348 zadebiutowało jesienią 1989 roku podczas targów samochodowych we Frankfurcie nad Menem jako następca dotychczas produkowanego 328. Podobnie jak większość aut tej marki, Ferrari 348 zostało zaprojektowane przez Pininfarinę. W stylizacji 348 znalazły się podobieństwa do większej Testarossy, np. wloty powietrza w drzwiach, otwierane reflektory, niski nos samochodu i charakterystyczna obudowa tylnych świateł. Z tego względu samochód zyskał przydomek mała Testarossa.
Samochód w zależności od wersji nadwozia nosi nazwę 348TB (coupé) lub 348TS (wersja targa). Do napędu wykorzystany został umieszczony z tyłu silnik typu V8 o pojemności 3,4 l i mocy 300 KM. 348 wyposażono w poprzecznie umieszczoną skrzynię biegów, zupełnie jak Mondial T. Wszystkie modele 348 były wyposażone w system ABS zapobiegający blokowaniu się kół podczas hamowania, komputer pokładowy i kontrolę trakcji. W 1993 samochód został poddany lekkiej modernizacji obejmującej układ wydechowy i uzyskiwał moc 320 KM (wersja europejska) lub 312 KM (wersja amerykańska), a nazwa modelu została zmieniona na 348GTB, 348GTS i 348SS.
Ferrari wyprodukowało jeszcze wersje wyścigową pod nazwą 348 Competizione, która osiągała moc od 360KM do 500KM. Niektóre z nich zostały dopuszczone do ruchu ulicznego. Wersja ta została stworzona przez warsztat Michelotto. 348 GTC posiada wykonane z włókna węglowego przednie i tylne zderzaki oraz drzwi.
W ciągu trwającej 6 lat produkcji wyprodukowano 8844 egzemplarzy modelu 348 jako najmniejszego i najtańszego w ówczesnej ofercie Ferrari. Wersje TS i TB produkowane były w latach 1989–1993, GTS i GTB 1993–1994, Spyder zaś 1993–1995.

### 348 TB Zagato Elaborazione
W 1991 roku podczas marcowych targów motoryzacyjnych Geneva Motor Show włoskie studio projektowe Zagato przedstawiło kolejny wynik wieloletniej współpracy z Ferrari, tym razem w celu opracowania na bazie 348 GT unikatowej wersji specjalnej zbudowanej w limitowanej puli 10 sztuk. Model 348 TB Zagato Elaborazione zyskał autorski projekt stylistyczny, z charakterystycznym zderzakiem przednim pozbawionym atrapy chłodnicy i wzbogaconym czterema okrągłymi lampami. Przeprojektowana została także tylna część nadwozia, gdzie zastosowano inne lampy oraz przemodelowany tylny zderzak. Układ napędowy zachował fabryczną postać, bez modyfikacji w stosunku do pierwowzoru.

### Dane techniczne (348 TB)[13]
- V8 3,4 l (3405 cm³), 4 zawory na cylinder, DOHC
- Układ zasilania: wtrysk Bo Mot M2.5
- Średnica cylindra × skok tłoka: 85,00 mm × 75,00 mm
- Stopień sprężania: 10,4:1
- Moc maksymalna: 300 KM (220 kW) przy 7200 obr./min
- Maksymalny moment obrotowy: 323 N•m przy 4200 obr./min
- Przyspieszenie 0-100 km/h: 5,6 s
- Czas przejazdu pierwszych 400 m: 13,8 s
- Czas przejazdu pierwszego kilometra: 24,7 s
- Prędkość maksymalna: 275 km/h

### Dane techniczne (348 GTB)[14]
- V8 3,4 l (3405 cm³), 4 zawory na cylinder, DOHC
- Układ zasilania: wtrysk Bo Mot M2.5
- Średnica cylindra × skok tłoka: 85,00 mm × 75,00 mm
- Stopień sprężania: 10,4:1
- Moc maksymalna: 325 KM (239 kW) przy 7200 obr./min
- Maksymalny moment obrotowy: 321 N•m przy 4200 obr./min
- Przyspieszenie 0-100 km/h: 5,6 s
- Prędkość maksymalna: 275 km/h